# Jos Hoevenaers
Joseph Hoevenaers (o Hoevenaars), detto Jos (Anversa, 30 novembre 1932 – Wilrijk, 14 giugno 1995), è stato un ciclista su strada belga.
Professionista tra il 1957 ed il 1967, fu medaglia di bronzo ai mondiali di Salò del 1962.

## Carriera
Figlio di Henri Hoevenaers, campione del mondo tra i dilettanti nel 1925, corse per la Faema, la Ghigi, la Philco TV, la Peugeot, la Flandria, la Cynar, la Dr. Mann e la Goldor e distinguendosi nelle corse a tappe.
Le principali vittorie da professionista furono la Freccia Vallone nel 1959 e la Roma-Napoli-Roma nel 1958. Vestì la maglia rosa per dieci giorni al Giro d'Italia 1960 e la maglia gialla del Tour de France per un giorno nel 1958 e per tre giorni nel 1959.

## Palmarès
- 1957 (Faema, tre vittorie)

Omloop der drie Provinicien
Circuit de Belgique centrale
3ª tappa, 1ª semitappa Volta Ciclista a Catalunya
- 1958 (Faema, due vittorie)

Omloop Mandel-Leie-Schelde
Classifica generale Gran Premio Ciclomotoristico
- 1959 (Faema, tre vittorie)

Circuit de l'Ouest de la Belgique à Mons
Circuit de Belgique centrale
Freccia Vallone
- 1961 (Ghigi, una vittoria)

Schaal Sels
- 1962 (Philco, una vittoria)

Circuit de Belgique centrale
- 1964 (Flandria, tre vittorie)

Circuit du Brabant central
Nordwest-Schweizer-Rundfahrt
Grote Scheldeprijs
- 1965 (Cynar, due vittorie)

Omloop der Zuid-West-Vlaamse Bergen
Polders-Campine

### Altri successi
- 1961

Campionati belgi, Prova a squadre

## Piazzamenti

### Grandi Giri
- Giro d'Italia

1959: ritirato (15ª tappa)
1960: 5º
1961: ritirato (1ª tappa)
1962: ritirato (14ª tappa)
1964: ritirato (13ª tappa)
- Tour de France

1958: 10º
1959: 8º
1960: ritirato (12ª tappa)
1961: 11º
1962: 18º
1963: 23º
1964: ritirato (12ª tappa)

### Classiche monumento
- Milano-Sanremo

1960: 60º
1961: 86º
1962: 20º
1965: 41º
- Giro delle Fiandre

1959: 19º
1962: 15º
- Parigi-Roubaix

1957: 36º
1960: 24º
1965: 52º
- Liegi-Bastogne-Liegi

1958: 14º
1961: 21º
1962: 11º
1963: 19º
- Giro di Lombardia

1959: 21º
1960: 18º
1961: 11º
1962: 9º
1964: 3º

### Competizioni mondiali
- Campionati del mondo

Frascati 1955 - In linea Dilettanti: 16º
Copenaghen 1956 - In linea Dilettanti: 43º
Salò 1962 - In linea: 3º